# رادوینووو
رادوینووو (به بلغاری: Radoynovo) یک منطقهٔ مسکونی در بلغارستان است که در استان بورگاس واقع شده‌است.